# Coleophora thalasella
Coleophora thalasella é uma espécie de mariposa do gênero Coleophora pertencente à família Coleophoridae.